# Сахіл (станція метро)
40°23′43″ пн. ш. 49°52′56″ сх. д. / 40.39528° пн. ш. 49.88222° сх. д.
«Сахіл» (азерб. Sahil) — станція першої лінії Бакинського метрополітену, розташована між станціями «Ічері Шехер» і «28 Травня». Спочатку називалася «26 Баки комісари» («26 Бакинських Комісарів»). Станція розташована поблизу берега Каспійського моря, у зв'язку з чим і отримала сучасну назву (Берег).
Станцію відкрито 6 листопада 1967 року у складі першої черги «Ічері Шехер» — «Наріман Наріманов». 

## Оздоблення
Вся станція оздоблена у яскраво-червоному кольорі, уособлюючи кумачеві прапори революції, які як би приспущені у пам'ять про подвиг 26 бакинських комісарів. Пілони станції покриті мозаїкою зі сплаву кришталевого скла з металами, що дає багату гаму відтінків. Це смальта — красивий і рідкісний обробний матеріал. Рецепт приготування смальти було розроблено ще М. В. Ломоносовим. Освітлення залу софітне. Люмінесцентні лампи, приховані за гофрованим карнизом, світять м'яким, відбитим від білого купола світлом. На торцевій стіні, напроти входу, — барельєф із зображенням сідаючого, над синім хвилястим морем, сонця. Раніше там був барельєф із зображенням 26-ти Бакинських комісарів.
Конструкція станції — пілонна трисклепінна